# Arne Gundersen
Hans Arne Gundersen, född 14 juni 1919 i Södertälje, död 25 augusti 2018 i Århus, var en svensk pilot och flyglärare. Gundersen är troligen mest känd för sin delaktighet i jakten på den så kallade Fjälldesperadon i Lapplandsfjällen i februari 1951.

## Biografi

### Tidig karriär
Gundersen föddes i Södertälje och växte upp i Igelsta. Som ung var Gundersen intresserad av modellplan och blev tidigt medlem i en nybildad segelflygklubb. Efter skolan blev Gundersen mekaniker vid Scania-Vabis och var fram till 1946 verksam som pilot och materialansvarig vid Svea flygflottilj (F8) i Barkarby. Under den tiden tävlade han i SM i segelflyg. Kring nyåret 1946 fick Gundersen i uppdrag av Osterman Helicopter att för Eskilstuna Flygs räkning hämta sex stycken tresitsiga Austerplan från England. Efter leveransen fick Gundersen anställning som privatflygare, taxiflygare, fotoflygare och delägare vid Eskilstuna Flyg.

### Fjällflygare
1947 stationerades Gundersen som fjällflygare i Luspebryggan utanför Porjus. Med sin Auster flög Gundersen turister, fisk och renar mellan Luspebryggan och fjällvärlden. Han var också flygande lantbrevbärare och flög post till samer bosatta i väglöst land. Sedermera stationerades även en Republic RC-3 Seabee i Luspebryggan till Gundersens förfogande. 1952 utbildades Gundersen till helikopterpilot, men fortsatte sin verksamhet i Lappland fram till 1954.
I februari 1951 flög Gundersen upp ripjägarna Mickel Erik Kuoljok och Börje Johansson till Akkastugan. Under kvällen besköts ripjägarna av den mentalt instabile Torbjørn Hansen i Vaisaluokta. Johansson skadades, men Kuoljok klarade sig utan skador och skidade till Suorva och slog larm. När polisinsatsen inleddes erbjöd sig Gundersen att transportera polismännen från Jokkmokk till fjällen kring Ritsem. Först flög Gundersen med landsfiskal Olof Nordgren till Akkastugan för att hämta ner den skottskadade Johansson och flög därefter upp en större polisstyrka, däribland den tidigare skidlöparen Torsten Gustafsson. Gundersen deltog under hela den nära två veckor långa polisinsatsen och närvarade under skottlossningen mot Hansen vid Seukokjaure. Hansen kunde gripas sedan han träffats i benet. Medan en polisman förband gärningsmannen hade Gundersen ett samtal med denne, varunder det framkom att Gundersen tidigare träffat Hansen i en igloo när Gundersen deltog i eftersökandet av tre försvunna lärarinnor. För sina insatser i dramat tilldelades Gundersen Dagens Nyheters guldmedalj samt ett gevär med inskription från Gustaf VI Adolf. 1957 mottog Gundersen av prins Bertil Stockholms-Tidningens guldmedalj och ett stipendium på 1 000 kronor för "hämtning av en skogsarbetare som skadats och höll på att förblöda."
1965–1966 var Gundersen utlånad som flyginstruktör till försvaret och var verksam vid Arméns helikopterskola (HkpS) i Boden.

### Utanför Sverige
1954 skickades Gundersen av Ostermans Aero AB till Grönland för att i två månader delta i malmletning. Åren 1957–1962 var han verksam i Liberia med rekognoseringsflygning inför ett järnvägsbygge från kusten till Liberian American Swedish Mining Companys nystartade gruva. Ett annat av hans mest anmärkningsvärda uppdrag i Liberia var en transportflygning av presidenten William Tubman och vice presidenten William R. Tolbert. 1963 arbetade Gundersen med oljetransporter på Svalbard, var 1966–1968 lärare i helikopterflygning i Indien, verkade därefter i Zaire och körde besprutningsflyg i Saudiarabien 1984–1985. Gundersen återkom till Zaire vid upprepade tillfällen fram till 1975. Där var han huvudsakligen verksam vid flygförsvaret och president Mobutu Sese Sekos privatpilot. Efter att tagit avsked tilldelades Gundersen av presidenten Leopardorden, landets främsta utmärkelse.
1985 gick Gundersen, med 16 500 flygtimmar bakom sig, i pension och bosatte sig i Danmark.